# Região Geoadministrativa de Sousa
A Região Geoadministrativa de Sousa é uma região geoadministrativa brasileira localizada no estado da Paraíba. É formada por oito municípios.
Seu gerente regional é Aderson Morais de Oliveira.

## Municípios
- Lastro
- Marizópolis
- Nazarezinho
- Santa Cruz
- São Francisco
- São José da Lagoa Tapada
- Sousa
- Vieirópolis